# Da Jorden skælvede
Da Jorden skælvede er en amerikansk stumfilm fra 1913 af Barry O'Neil.

## Medvirkende
- Harry Myers som Paul Girard Jr.
- Ethel Clayton som Dora Sims
- Richard Morris som Richard
- Mrs. George W. Walters som Coffee Mary
- Bartley McCullum som Paul Girard